# Vinje pri Moravčah
Vinje pri Moravčah este o localitate din comuna Moravče, Slovenia, cu o populație de 71 de locuitori.